# Petchia
Genre
Petchia est un genre de plantes à fleurs de la famille des Apocynaceae.

## Liste d'espèces
Selon Catalogue of Life (23 septembre 2017) :
- Petchia africana A.J.M. Leeuwenberg
- Petchia ceylanica Livera
- Petchia cryptophlebia (Baker) A.J.M. Leeuwenberg
- Petchia erythrocarpa (Vatke) A.J.M. Leeuwenberg
- Petchia humbertii (Markgr.) A.J.M. Leeuwenberg
- Petchia madagascariensis (A.DC.) A.J.M. Leeuwenberg
- Petchia montana (Pichon) A.J.M. Leeuwenberg
- Petchia plectaneiifolia (Pichon) A.J.M. Leeuwenberg

Selon GRIN (23 septembre 2017) :
- Petchia erythrocarpa (Vatke) Leeuwenb.
- Petchia madagascariensis (A. DC.) Leeuwenb.

Selon NCBI (23 septembre 2017) :
- Petchia ceylanica
- Petchia erythrocarpa
- Petchia madagascariensis
- Petchia montana

Selon The Plant List (23 septembre 2017) :
- Petchia africana Leeuwenb.
- Petchia ceylanica (Wight) Livera
- Petchia cryptophlebia (Baker) Leeuwenb.
- Petchia erythrocarpa (Vatke) Leeuwenb.
- Petchia humbertii (Markgr.) Leeuwenb.
- Petchia madagascariensis (A.DC.) Leeuwenb.
- Petchia montana (Pichon) Leeuwenb.
- Petchia plectaneiifolia (Pichon) Leeuwenb.

Selon Tropicos (23 septembre 2017) (Attention liste brute contenant possiblement des synonymes) :
- Petchia africana Leeuwenb.
- Petchia ceylanica (Wight) Livera
- Petchia cryptophlebia (Baker) Leeuwenb.
- Petchia erythrocarpa (Vatke) Leeuwenb.
- Petchia humbertii (Markgr.) Leeuwenb.
- Petchia madagascariensis (A. DC.) Leeuwenb.
- Petchia montana (Pichon) Leeuwenb.
- Petchia plectaneiifolia (Pichon) Leeuwenb.